# HLA-B27

Lage der humanen Leukozyten-Antigene auf dem Chromosom 6 mit seinen Genorten HLA-A, -B, -C, -DR, -DQ und -DP.

HLA-B27 ist eine Variante des humanen Proteinkomplexes Human Leukocyte Antigen-B (HLA-B). HLA-B gehört zur Gruppe der MHC-Klasse-I-Proteinkomplexe, die sich auf der Oberfläche nahezu aller Zellen des Organismus befinden und wichtige Funktionen des Immunsystems regulieren. MHC-Komplexe präsentieren kurze Proteinabschnitte (Antigene) an der Zelloberfläche, wo sie von T-Lymphozyten gebunden werden können. Mutationen im HLA-B-Gen werden mit bestimmten Autoimmunerkrankungen (Spondyloarthritiden) in Verbindung gebracht.

## Allgemein
Für das Gen von HLA-B, welches auf Chromosom 6p21.33 liegt, wurden mehrere hundert Allele mit teilweise dutzenden Subtypen beschrieben, wobei die Subtypen des HLA-B27 Allels aktuell von HLA-B*27:01 bis HLA-B*27:106 reichen. Die Häufigkeit von HLA-B27 in der europäischen Bevölkerung beträgt etwa 8 %, kann aber in bestimmten Regionen wie Finnland bis zu 14 % betragen.

## Medizinische Bedeutung
Sehr stark assoziiert ist HLA-B27 mit der Gruppe der Spondyloarthritiden und besitzt dort prognostische Bedeutung. Aus diesem Grund ist die Unterscheidung in HLA-B27-positive und -negative Patienten in der Rheumatologie ein wichtiges Kriterium bei der Differentialdiagnose.
In seiner Funktion für das Immunsystem scheint HLA-B27 im Vergleich zu anderen HLA-Proteinen der Klasse 1 besonders effektiv bestimmte virale Antigene zu binden. Es konnte gezeigt werden, dass mit HIV infizierte Träger von HLA-B27 einen deutlich verspäteten Ausbruch von AIDS zeigen. Auch Bestandteile von Influenza-A-Viren werden von HLA-B27 besonders gut gebunden. Die Kehrseite dieser Eigenschaft von HLA-B27 könnte jedoch ebendiese Assoziation mit den oben erwähnten Autoimmunerkrankungen darstellen.

## Assoziierte Erkrankungen
Der Nachweis von HLA-B27 bei einer gesunden Person bedeutet nicht, dass sie eine der folgenden Krankheiten hat oder erkranken wird. Beispielsweise tragen über 90 % der Patienten mit Morbus Bechterew diese MHC-I-Eigenschaft, die Prävalenz dieser Krankheit in Europa liegt jedoch bei 0,5 bis 1 %. Dagegen macht der Nachweis dieses Markers bei einem Patienten mit bestimmten Wirbelsäulenbeschwerden die Diagnose wahrscheinlich.
Folgende Erkrankungen werden bislang mit HLA-B27 assoziiert:
- Spondylitis ankylosans (Morbus Bechterew) (90 %).
- Reaktive Arthritis (früher auch Morbus Reiter) (70–80 %)
- Psoriasis-Arthritis (60–70 %)
- juvenile idiopathische Arthritis mit Enthesitis (75 %)[9]
- Rheumatoide Arthritis (etwa 10 %).
- Entzündung des vorderen Bereichs des  Auges: Akute anteriore Uveitis, Iritis oder Iridozyklitis (etwa 50 %)
- Morbus Whipple (28 %)[10]

Seit der ersten Entdeckung der Assoziation von HLA-B27 mit Morbus Bechterew im Jahr 1973 wurden unterschiedliche Hypothesen zu der Ursache dieses Zusammenhangs mit bestimmten Autoimmunerkrankungen aufgestellt. Diese Hypothesen reichen von Genkopplung mit einem Krankheitsgen über die Bindung von Autoimmun-Antigenen bis hin zu Fehlfunktionen von HLA-B27 selber und konnte noch nicht abschließend geklärt werden. Inzwischen geht man von einer direkten Beteiligung an den Erkrankungen von HLA-B27 aus, da transgene Tiere mit dem HLA-B27-Gen ähnliche Symptome aufweisen. Zusätzlich wurden in der Zwischenzeit weitere Gene entdeckt, die unmittelbar an bestimmten Erkrankungen zusammenhängen, wie beispielsweise einer Variante des Interleukin-23-Rezeptors bei Morbus Bechterew.

### Streckmittel Levamisol in Kokain
Bei Menschen, die Träger des HLA-B27 sind, kann die oft tödlich verlaufende Agranulozytose auftreten, weswegen das Anthelminthikum Levamisol in der Humanmedizin im Gegensatz zur Veterinärmedizin nicht verwendet wird. Die gefährlichsten Nebenwirkungen sind dabei die aplastische Anämie und die Vaskulitis, ferner durch den Abbau von Levamisol zu Aminorex, die pulmonale Hypertonie.